# Svarttyglad cistikola
Svarttyglad cistikola (Cisticola nigriloris) är en fågel i familjen cistikolor inom ordningen tättingar.

## Utbredning och systematik
Fågeln förekommer i högländer i norra Malawi, nordöstra Zambia och södra Tanzania. Den behandlas som monotypisk, det vill säga att den inte delas in i några underarter.

## Status
Arten har ett stort utbredningsområde och beståndet anses vara stabilt. Internationella naturvårdsunionen IUCN listar den därför som livskraftig (LC).